# Vallis Schrödinger
La Vallis Schrödinger (expressió llatinitzada de "Vall d'Schrödinger") és una vall allargada, gairebé lineal, que es troba en la cara oculta de la Lluna. Està orientada radialment pel que fa a l'enorme conca del cràter Schrödinger, i molt probablement es va formar durant l'impacte original que va crear el cràter.

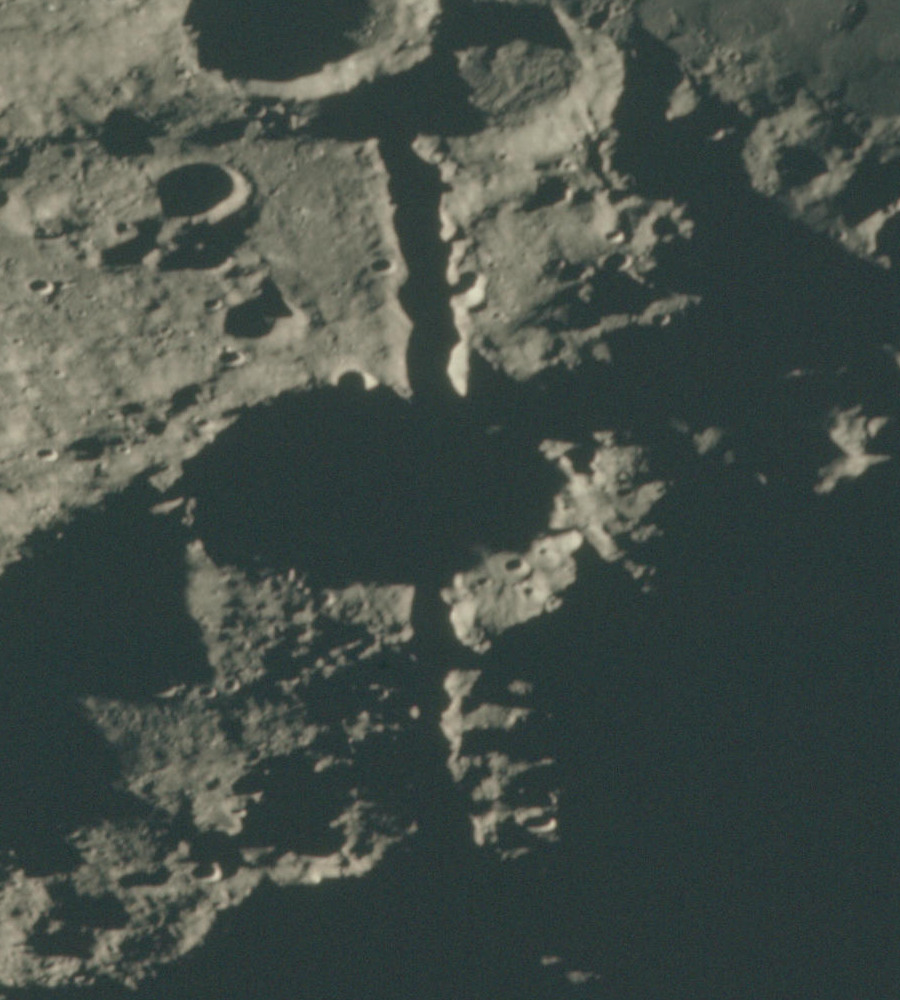
Vista obliqua des de l'Apol·lo 15 en la qual es veu la Vallis Schrödinger travessant el cràter Sikorsky al pas del terminador

La vall té la forma d'un solc allargat sobre la superfície lunar. Comença en les rampes exteriors de materials ejectats que envolten Schrödinger i continua cap al nord-nord-oest fins que creua la vora del cràter Moulton. Aproximadament a mig camí creua el cràter Sikorsky i, al seu torn, se superposa amb el petit cràter satèl·lit Sikorsky Q.
Les seves coordenades selenogràfiques són 67.0 Sud i 105.0 Est, i es troba dins d'un diàmetre envolupant de 310 km. El seu ample varia entre 8 i 10 km. La vall va rebre la seva denominació del cràter Schrödinger, que porta el nom del físic alemany Erwin Schrödinger (1887-1961).

### Altres referències
- (WGPSN), IAU Working Group for Planetary System Nomenclature. «Gazetteer of Planetary Nomenclature. 1:1 Million-Scale Maps of the Moon» (en anglès).  UAI / USGS, 13-02-2013. [Consulta: 6 abril 2016].
- Andersson, L. E.; Whitaker, E. A.,. NASA Catalogue of Lunar Nomenclature (en anglès).  NASA RP-1097, 1982.
- Blue, Jennifer. «Gazetteer of Planetary Nomenclature» (en anglès).  USGS, 25-07-2007. [Consulta: 2 gener 2012].
- Bussey, B.; Spudis, P.. The Clementine Atlas of the Moon (en anglès).  Nueva York: Cambridge University Press, 2004. ISBN 0-521-81528-2.
- Cocks, Elijah E.; Cocks, Josiah C.. Who's Who on the Moon: A Biographical Dictionary of Lunar Nomenclature (en anglès).  Tudor Publishers, 1995. ISBN 0-936389-27-3.
- McDowell, Jonathan. «Lunar Nomenclature» (en anglès).   Jonathan's Space Report, 15-07-2007. [Consulta: 2 gener 2012].
- Menzel, D. H.; Minnaert, M.; Levin, B.; Dollfus, A.; Bell, B. «Report on Lunar Nomenclature by The Working Group of Commission 17 of the IAU» (en anglès). Space Science Reviews, 12, 1971, pàg. 136.
- Moore, Patrick. On the Moon (en anglès).  Sterling Publishing Co, 2001. ISBN 0-304-35469-4.
- Price, Fred W. The Moon Observer's Handbook (en anglès).  Cambridge University Press, 1988. ISBN 0521335000.
- Rükl, Antonín. Atlas of the Moon (en anglès).  Kalmbach Books, 1990. ISBN 0-913135-17-8.
- Webb, Rev. T. W.. Celestial Objects for Common Telescopes, 6ª edición revisada (en anglès).  Dover, 1962. ISBN 0-486-20917-2.
- Whitaker, Ewen A. Mapping and Naming the Moon (en anglès).  Cambridge University Press, 2003. 978-0-521-54414-6.
- Wlasuk, Peter T. Observing the Moon (en anglès).  Springer, 2000. ISBN 1-85233-193-3.